# Девдас (филм)
Девдас е индийски филм направен през 2002 година. Това е трета поред боливудска версия на филма. Режисьор на филма е Санджай Лила Бансали. Звездите са Шах Рук Хан в ролята на Девдас, Айшвария Рай в ролята на Паро и Мадхури Диксит като Чандрамуки.
Айшвария Рай играе ролята на бедната и чувствителна Паро. Мадхури Диксит играе ролята на куртизанката Чандрамуки.
Изпълнението на Мадхури като Чандрамуки е оценено изключително високо. За ролята си на Девдас Шах Рук Хан получава Филмфер награда. Песента „Dola re Dola“ става хит с неповторимия танц на Айшвария Рай и Мадхури Диксит. Клипа към песента стои начело на музикалните класации на MTV Азия.

## Резюме
Внимание:  Текстът по-долу разкрива сюжета на произведението (или части от него)!
Нараян Мукерджи и неговата жена Кошалия разбират, че по-малкият им син Девдас се връща в имението им в Тал Сонапур, Бенгал. В деня на неговото пристигане Кошалия казва на всички в семейството да си затворят очите, така че тя да бъде първата която ще го види. Нейният план се проваля, защото когато се прибира вкъщи, Девдас отива да види първо приятелката си от детинство Паро. Това запалва омразата на Кошалия към момичето. Освен че е приятелка, Паро е и съседка на Девдас. С годините тяхното приятелство се превръща в любов.
Всички мислят, че те ще се оженят. Майката на Паро, Сумитра отива с предложение за брак, но Кошалия я връща и я унижава пред всички. За отмъщение Сумитра се зарича че ще омъжи Паро за още по-богат човек от Девдас.
Паро все още обича Девдас и иска да е с него. Междувременно Девдас се скарва жестоко с баща си и напуска дома си. Той оставя писмо на Паро, в което ѝ пише, че между тях никога не е съществувала любов. Девдас се запознава с добрата по сърце, танцуваща куртизанка Чандрамуки, която се влюбва в него.
Сумитра постига целта си – сгодява дъщеря си за по-богат човек от Девдас. Паро трябва да се венчае за овдовелия аристократ Буван Чоудри. Девдас се връща при Паро в деня, в който тя се венчава с Буван Чоудри. Отчаяно я пита дали иска да избяга с него. Паро отказва, спомняйки си колко лесно той я е отхвърлил. Девдас е съкрушен, че губи любовта на Паро и семейството си, и се мести в бардака на Чандрамуки. Пристрастява се към алкохола. Накрая се разболява от цироза, дотолкова че и най-малкото количество алкохол може да го убие. Чандрамуки, която е много загрижена за Девдас моли Паро да го накара да спре пиенето. Усилията на Паро са напразни.
Паро се примирява и свиква да живее със съпруга си. Но не и Девдас – той все още изгаря от страст към Паро. Преди да умре, иска да я види за последен път. Паро разбира, че Девдас иска да я види, но съпругът ѝ не я пуска. Накрая Девдас умира сам и бълнуващ пред къщата на Паро.

## В ролите
| Актьор         | Роля                      |
| -------------- | ------------------------- |
| Шах Рух Хан    | Девдас „Дев“ Мукерджи     |
| Айшвария Рай   | Парвати „Паро“ Чакраборти |
| Мадхури Диксит | Чандрамухи                |
| Кирон Кхер     | Сумитра Чакраборти        |
| Джаки Шроф     | Чунилал Бабу              |